# Crook County Bank Building

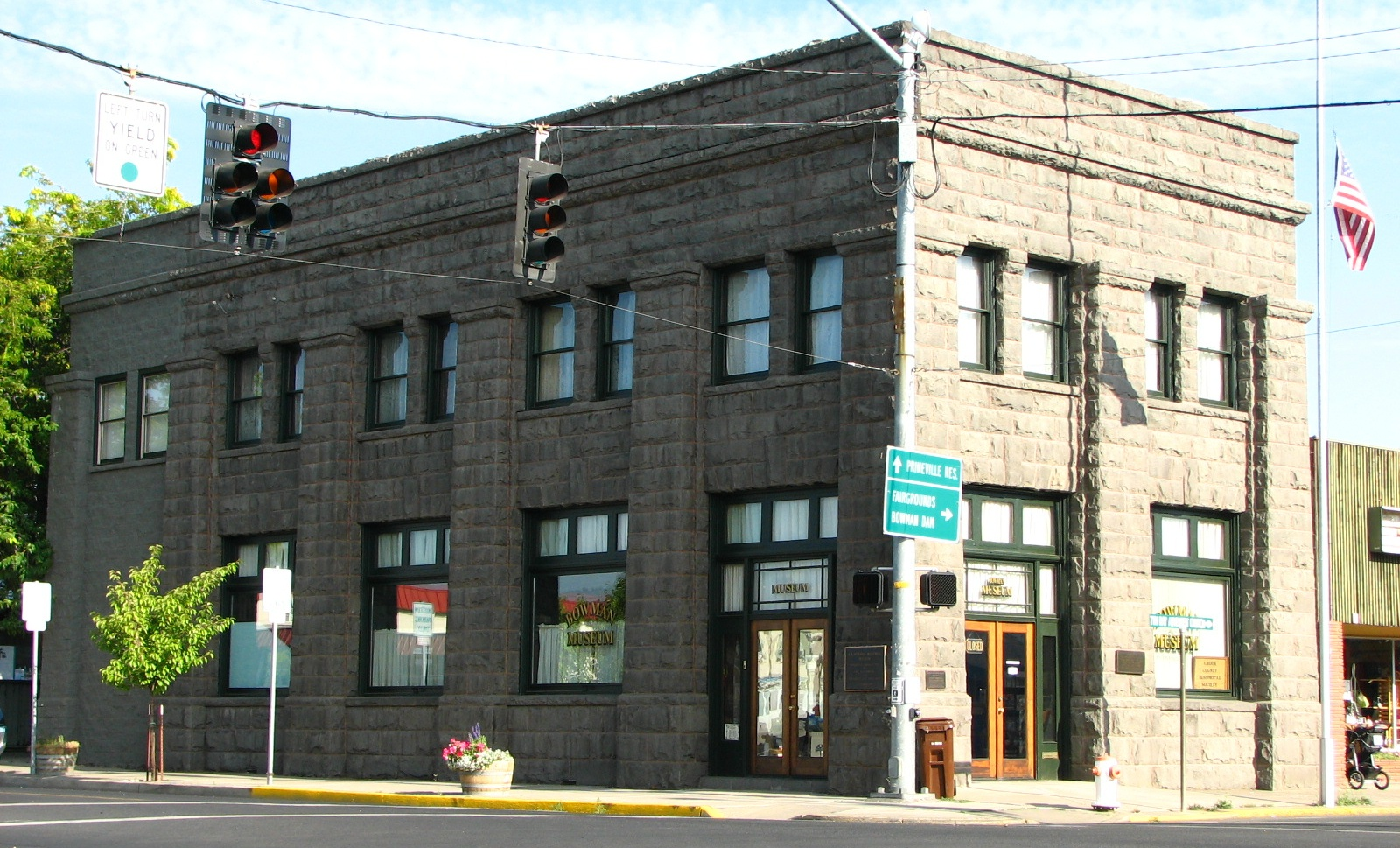
Außenansicht des früheren Bankgebäudes

Das Crook County Bank Building ist ein historisches Bankgebäude in Prineville, Oregon in den Vereinigten Staaten. Es wurde 1910 erbaut, der Architekt des Gebäudes ist unbekannt. Das Gebäude wurde zunächst durch eine Bank genutzt und diente später als Büro eines Versicherungsagenten. 1971 ging das Eigentum an dem Gebäude auf das Crook County über, das es als Heimatmuseum nutzte. Heute ist in dem Gebäude das A. R. Bowman Memorial Museum untergebracht. Aufgrund seiner Bedeutung für die Geschichte Prinevilles ist das Crook County Bank Building im National Register of Historic Places eingetragen.

## Geschichte
Das Crook County Bank Building wurde 1910 erbaut und 1911 in Nutzung genommen. Über die Jahre beherbergte es drei verschiedene Bankinstitute. Zuerst wurde es von der Crook County Bank genutzt. Diese wurde 1923 durch die Bank of Prineville abgelöst. Nach der Insolvenz dieser Bank während der Weltwirtschaftskrise wurde das Gebäude von A. R. Bowman für sein Unternehmen gekauft. Bowman beschäftigte sich mit Titeln und Versicherungen und nutzte das Gebäude von 1935 bis zu seinem Tod 1970.
Bowmans Witwe und seine beiden Töchter überließen das Gebäude 1971 dem Crook County zur Nutzung als Museum. Der Crook County Historical Society wurde durch eine Vereinbarung mit der Countyverwaltung die Verantwortung für den Betrieb des A. R. Bowman Memorial Museums übertragen. Ursprünglich würde das Museum von Freiwilligen betrieben und das County bezahlte die Verbrauchskosten. Die Wähler des Crook Countys beschlossen 1976, 1988 und nochmals 1998 örtliche Steuern, mit denen die Bezahlung der Museumsangestellten und Betriebskosten gewährleistet wurde. Diese Mittel trugen auch dazu bei, dass das Gebäude 1992 umfassend renoviert werden konnte. Für die Neudeckung des Daches erhielten die Betreiber 2001 einen Zuschuss vom State Historic Preservation Office Oregons.
Das frühere Bankgebäude ist ein herausragendes Beispiel für die Bauentwicklung Prinevilles zu Beginn des 20. Jahrhunderts. Aufgrund seiner Bedeutung für die Geschichte der Stadt und seiner individuellen Architektur wurde das Crook County Bank Building am 19. Juni 1991 in das National Register of Historic Places aufgenommen.

## Bauwerk
Die Crook County Bank befindet sich an der südöstlichen Ecke der Kreuzung von Third und Main Street in Prineville, Oregon. Es handelt sich um ein zweistöckiges Gebäude im Stil der Neuromanik. Es wurde 1910 erbaut, wobei die Bausteine aus einem Steinbruch stammen, der in der Nähe der Stadt lag. Aus demselben Steinbruch wurden 1909 die Steine zum Bau des Crook County Courthouses geholt.
Nachdem die Crook County Historical Society in den Besitz des Gebäudes gelangte, ließ sie eine neue Treppe zum zweiten Stock einbauen, wodurch die alte hölzerne Treppe am östlichen Ende des Gebäudes ersetzt wurde. Das Innere des Gebäudes wurde ansonsten jedoch nicht signifikant verändert. Im ersten Stock befinden sich noch die aus Bronze gefertigten Kassenschalter mit  Tischplatten aus Marmor, die Kunstverglasung, Alabasterlampen und die Mahagonivertäfelung, die während der ersten Hälfte des 20. Jahrhunderts ein Merkmal von nach Prestige strebenden Bankinstitutionen waren.

## Museum
Heute ist in dem früheren Bankgebäude ein Heimatmuseum untergebracht. Das A. R. Bowman Memorial Museum wird von der Crook County Historical Society betrieben und ist auf die Geschichte des Crook Countys und des mittleren Oregons spezialisiert. Das ursprüngliche Gebäudeinnere wurde bei der Gestaltung des Museums ausgenutzt. Es gibt Abteilungen, die sich mit der City of Prineville Railroad sowie der örtlichen Holzfällindustrie und Militärgeschichte befassen. Zu den Ausstellungsobjekten gehören auch Möbel, Bekleidungen, Photographien und Gegenstände aus der Pionierzeit. Das Museum verfügt über rund 700 Bücher zur Geschichte Oregons. Ein Laden im Museum bietet Bücher zur lokalen Geschichte und Souvenirs an.